# تشيستر أ. كيرلاخ
تشيستر أ. كيرلاخ هو سياسي أمريكي، ولد في 1947. نشط حزبياً في الحزب الديمقراطي. وقد انتخب عضو جمعية ولاية ويسكونسن ‏.